# Wyślepek czwórpasy
Wyślepek czwórpasy (Conops quadrifasciatus) – gatunek muchówki z podrzędu krótkoczułkich i rodziny wyślepkowatych.
Gatunek ten opisany został w 1776 roku przez Charlesa de Geera.
Muchówka o smukłym ciele długości od 10 do 13 mm. Głowa jej ma całkowicie czarne czoło, żółtą twarz, czarne czułki  oraz pozbawiona jest czarnych plam na policzkach. Ryjek jest długi, ciemny z jaśniejszą częścią środkową. Tułów ma głównie lub całkowicie czarną tarczkę, czarne śródplecze, a na bocznych płytkach srebrne plamy. Barwa przezmianek jest żółta. Odnóża są żółtoczerwone z brunatnymi ostatnimi członami stóp. Środkowa i tylna para ud jest niezgrubiała. Czarny odwłok ma złociście żółte przepaski na tylnych krawędziach tergitów. Narządy rozrodcze cechuje silnie wystająca teka.
Owad znany z Andory, Irlandii, Wielkiej Brytanii, Francji, Belgii, Holandii, Niemiec, Danii, Szwecji, Finlandii, Szwajcarii, Austrii, Włoch, Polski, Litwy, Czech, Słowacji, Węgier i Rumunii. Larwy są pasożytami trzmiela kamiennika.